# أورسولا أنجر
أورسولا أنجر (بالإنجليزية: Ursula Unger)‏‏ (25 أكتوبر 1953 - ) مجدفة من ألمانيا.

## روابط خارجية
- أورسولا أنجر على موقع الاتحاد الدولي للتجديف (الإنجليزية)
- أورسولا أنجر على موقع الاتحاد الدولي للتجديف (الإنجليزية)